# Paul Lortie
Pour les articles homonymes, voir Lortie.
Paul Lortie, né le 17 mars 1944 à Beauport au Québec, est un prélat canadien de l'Église catholique. De 2012 à 2019, il est l'évêque du diocèse de Mont-Laurier au Québec.

## Biographie
Paul Lortie est né le 17 mars 1944 à Beauport au Québec. Le 16 mai 1970, il a été ordonné prêtre au sein de l'archidiocèse de Québec.
Le 7 avril 2009, il a été nommé évêque auxiliaire de l'archidiocèse de Québec et évêque titulaire d'Hierpiniana (de). Le 2 février 2012, il a été nommé évêque du diocèse de Mont-Laurier, charge de laquelle il démissionne le 10 juillet 2019, ayant atteint la limite d'âge de 75 ans.